# Klein knobbelsierkopje
Het klein knobbelsierkopje (Walckenaeria cuspidata) is een spinnensoort in de taxonomische indeling van de hangmatspinnen (Linyphiidae).
Het dier behoort tot het geslacht Walckenaeria. De wetenschappelijke naam van de soort werd voor het eerst geldig gepubliceerd in 1833 door John Blackwall.